# Assar Rönnlund
Assar Rönnlund (Sävar, Suècia 1935 - 5 de gener de 2011) va ser un esquiador de fons suec que va destacar a la dècada del 1960.

## Biografia
Va néixer el 3 de setembre de 1935 a la població de Sävar, situada al municipi d'Umeå i el Comtat de Västerbotten. Estava casat amb l'esquiadora de fons Toini Gustafsson.
Va morir el 5 de gener de 2011 als 75 anys.

## Carrera esportiva
Va participar en els Jocs Olímpics d'Hivern de 1960 realitzats a Squaw Valley (Estats Units), on aconseguí finalitzar en 12è en la prova de 50 quilòmetres. En els Jocs Olímpics d'Hivern de 1964 realitzats a Innsbruck (Àustria) va participar en les quatre proves disputades, aconseguint la medalla d'or en la prova de relleus 4x15 quilòmetres i la medalla de plata en la prova de 50 quilòmetres, a més de finalitzar 7è en la prova de 30 km i 13è en la de 15 km. Participà en els Jocs Olímpics d'Hivern de 1968 realitzats a Grenoble (França) on aconseguí la medalla de plata en la prova de relleus 4x15 quilòmetres a més de finalitzar 11è en la prova dels 15 km i 10è en la de 50 km.
En el Campionat del Món d'esquí nòrdic aconseguí guanyar l'any 1962 la medalla d'or en la prova de 15 quilòmetres així com en el relleu 4x15 km, a més de la medalla de plata en la prova de 50 km.